# 따꾸아퉁군
따꾸아퉁군은 팡응아주의 행정 구역이다. 이 지역의 총 인구 수는 1년 기준으로 40392명이다. 인구 밀도는 66.1km2이다.

## 행정 구역
| 번호 | 지명         | 태국어 지명 | 빌리지 | 인구   |  |
| 1.   | Tham         | ถ้ำ          | 9      | 3,596  |  |
| 2.   | Krasom       | กระโสม      | 8      | 5,921  |  |
| 3.   | Kalai        | กะไหล       | 12     | 5,801  |  |
| 4.   | Tha Yu       | ท่าอยู่        | 7      | 3,284  |  |
| 5.   | Lo Yung      | หล่อยูง       | 10     | 5,815  |  |
| 6.   | Khok Kloi    | โคกกลอย     | 14     | 11,456 |  |
| 7.   | Khlong Khian | คลองเคียน    | 8      | 4,519  |  |

|  | 이 글은 지리에 관한 토막글입니다. 여러분의 지식으로 알차게 문서를 완성해 갑시다. |